# 條紋牛眼鯛
條紋牛眼鯛（学名：Boops lineatus）為輻鰭魚綱鱸形目鱸亞目鯛科的其中一種，分布於西印度洋的阿曼灣海域，棲息在沿海海域，成群活動。
其种加词“Lineatus”意为“有线纹的”。